# Вудзин
Вудзин (пол. Wudzyn, нім. Groß Wudschin) — село в Польщі, у гміні Добрч Бидґозького повіту Куявсько-Поморського воєводства.
Населення — 767 осіб (2011).
У 1975-1998 роках село належало до Бидгощського воєводства.

## Демографія
Демографічна структура станом на 31 березня 2011 року:
|          | Загалом | Допрацездатний вік | Працездатний вік | Постпрацездатний вік |
| -------- | ------- | ------------------ | ---------------- | -------------------- |
| Чоловіки | 376     | 84                 | 253              | 39                   |
| Жінки    | 391     | 89                 | 220              | 82                   |
| Разом    | 767     | 173                | 473              | 121                  |